# Marco Scutaro
Marcos Scutaro, connu sous le nom de Marco Scutaro et né le 30 octobre 1975 à San Felipe, État d'Yaracuy au Venezuela, est un ancien joueur professionnel de baseball. Il évolue de 2002 à 2014 dans les Ligues majeures de baseball, d'abord comme joueur d'arrêt-court et ensuite comme joueur de deuxième but. 
Il est nommé joueur par excellence de la Série de championnat 2012 de la Ligue nationale de baseball et remporte la Série mondiale 2012 avec les Giants de San Francisco. Invité au match des étoiles, il joue son dernier match le 24 juillet 2014 et, blessé, fait partie de l'équipe des Giants qui gagne aussi la Série mondiale 2014.

## Carrière

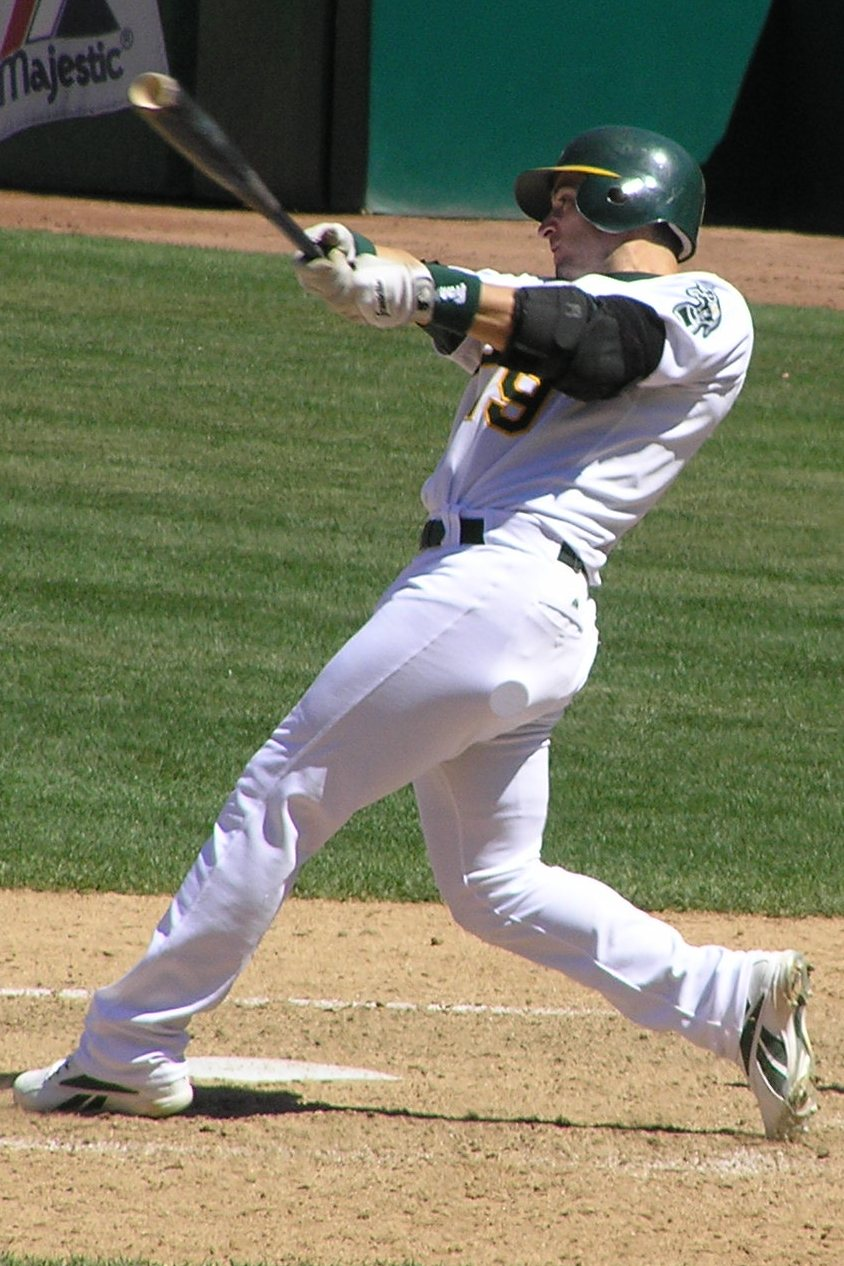
Marco Scutaro au bâton pour Oakland le 24 août 2006.

### Mets de New York
Marco Scutaro est signé comme agent libre par les Indians de Cleveland le 26 juillet 1994. Après avoir été échangé aux Brewers de Milwaukee le 30 août 2000, il est réclamé au ballotage par les Mets de New York le 5 avril 2002. C'est le 21 juillet de cette année-là qu'il dispute son premier match en ligue majeure à l'occasion d'une partie contre les Reds de Cincinnati.

### Athletics d'Oakland
En 2004, c'est au tour des Athletics d'Oakland de réclamer Scutaro du ballotage. Ils lui donneront un poste régulier. Le joueur d'arrêt-court s'aligne avec l'équipe californienne pendant quatre saisons.

### Blue Jays de Toronto

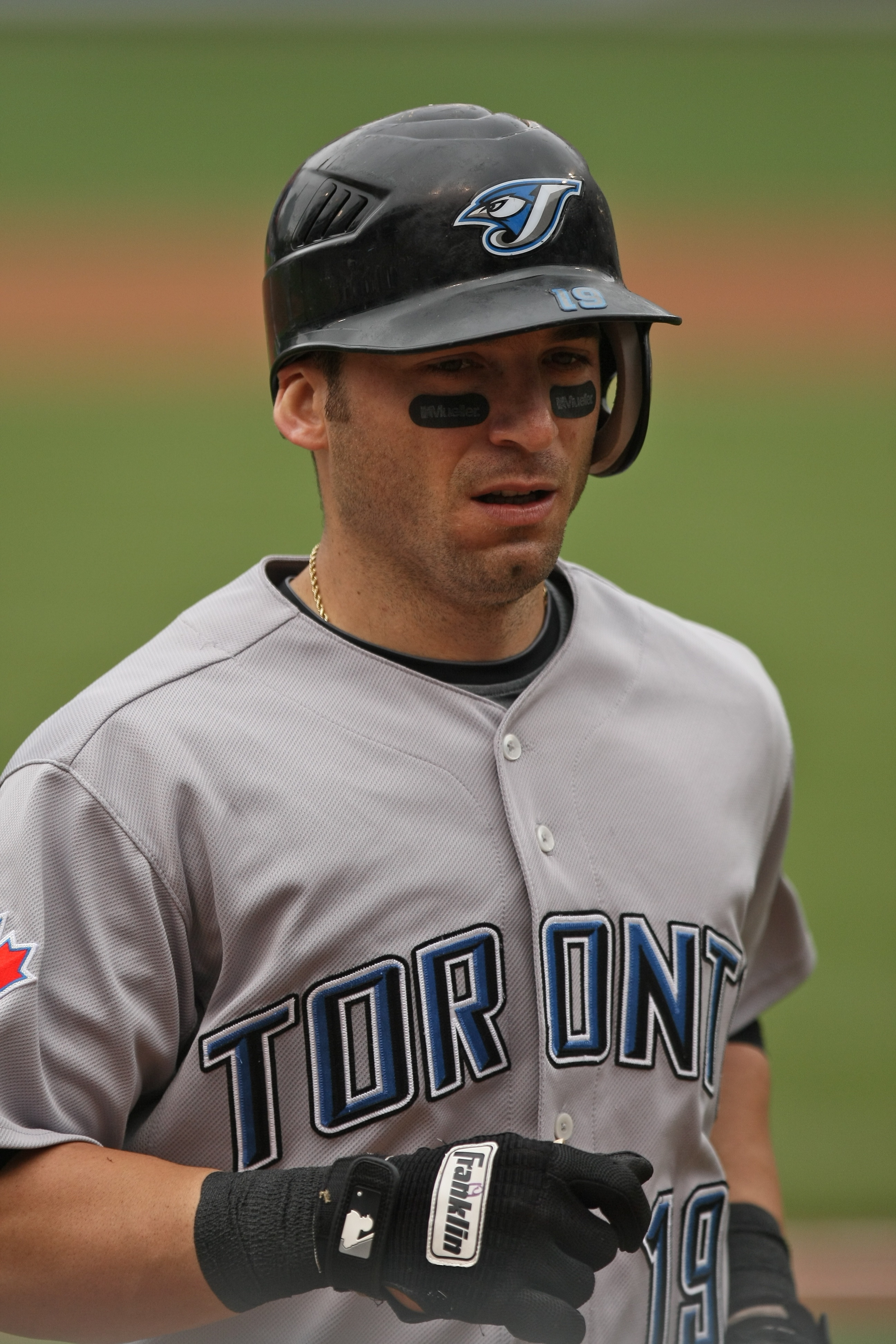
Marco Scutaro en 2009 avec les Blue Jays de Toronto.

Le 18 novembre 2007, les Athletics échangent Scutaro aux Blue Jays de Toronto contre deux jeunes lanceurs des ligues mineures, Kristian Bell et Graham Godfrey.
En 2008, lors de sa première saison avec Toronto, Scutaro produit 60 points, un sommet pour lui, en 145 parties.
Il joue comme arrêt-court chez les Jays après avoir occupé les postes de deuxième et troisième but pour les Mets et les Athletics. Lors d'un match contre les Mariners de Seattle le 6 juillet 2007, Scutaro égale le record de la Ligue américaine pour le plus grand nombre d'erreurs (4) dans un même match par un joueur de troisième but.

### Red Sox de Boston
Agent libre à l'issue de la saison 2009, Scutaro rejoint les Red Sox de Boston le 4 décembre 2009. Il s'engage pour deux saisons.

### Rockies du Colorado
Le 21 janvier 2012, les Red Sox échangent Scutaro aux Rockies du Colorado contre le lanceur droitier Clay Mortensen. Scutaro claque 4 circuits et produit 30 points en 94 matchs en 2012 pour les Rockies, frappant dans une moyenne de ,271. 

### Giants de San Francisco

#### Saison 2012 et séries éliminatoires
Le 27 juillet 2012, les Rockies l'échangent aux Giants de San Francisco contre le joueur d'avant-champ Charlie Culberson.
Jouant au deuxième but pour les Giants, Scutaro y connaît une spectaculaire fin d'année. En 61 parties de saison régulière avec San Francisco, le vétéran frappe dans une moyenne au bâton de ,362 avec 88 coups sûrs, 16 doubles, 3 circuits et 44 points produits. Il termine la saison 2012 avec 32 doubles, 4 circuits, de nouveaux records personnels de coups sûrs (190) et de points produits (74) et frappe pour ,306 en 156 parties au total pour Colorado et San Francisco. Il est nommé joueur par excellence de la Série de championnat 2012 de la Ligue nationale. L'athlète de 36 ans réussit 14 coups sûrs en 28 présences au bâton dans la série contre les Cardinals de Saint-Louis. En sept matchs, il frappe 3 doubles, récolte 4 points produits et marque 5 points. Scutaro frappe au moins deux coups sûrs dans 6 des 7 parties de la série, un fait jamais accompli dans l'histoire. Il bat le record des majeures de 5 matchs de plus d'un coup sûr dans une Série de championnat auparavant détenu par Harold Baines (Athletics, 1992) Devon White (Blue Jays, 1993), Eddie Pérez (Braves, 1999), Albert Pujols (Cardinals, 2004) et Kevin Youkilis (Red Sox, 2007). Ses 14 coups sûrs égalent le record de la Ligue nationale pour une Série de championnat, établi par Albert Pujols avec les Cardinals de 2004, et le record du baseball majeur qu'il partage désormais avec Pujols, Hideki Matsui (Yankees, 2004) et Kevin Youkilis (Red Sox, 2007). Il bat aussi le record des Giants de 13 coups sûrs dans une Série de championnat, établi en seulement 5 matchs par Will Clark en 1989. 
Les Giants accèdent à la Série mondiale pour la seconde fois en trois ans. Scutaro amorce la finale face aux Tigers de Détroit du bon pied avec deux coups sûrs et deux points produits, allongeant par le fait même à 11 sa série de matchs avec au moins un coup sûr en éliminatoires, ce qui égale le record de franchise d'Irish Meusel des Giants de New York de 1921 et 1922. Il remporte le titre mondial pour la première fois lorsque les Giants balaient les Tigers en quatre parties. Scutaro frappe pour , 250 avec 4 coups sûrs, 3 points produits et 3 points marqués dans cette série finale. Il frappe contre le lanceur Phil Coke le coup sûr qui fait gagner San Francisco en 10e manche du dernier match, faisant compter Ryan Theriot.

#### Saison 2013
En décembre 2012, Scutaro signe un contrat de 20 millions de dollars pour 3 saisons avec San Francisco.
Scutaro honore en 2013 sa première invitation au match des étoiles. En 127 matchs des Giants, il maintient une moyenne au bâton de ,297 avec 57 points marqués et 31 points produits.

#### Saison 2014
Ennuyé par des maux de dos, Scutaro rate les 3 premiers mois de la saison 2014 et ce n'est qu'à la fin juin qu'il est autorisé à prendre part à un premier match avec un club-école des Giants dans la Ligue de l'Arizona dans le but de retrouver la forme. Il ne dispute que 5 parties des Giants cette année-là et le club annonce à la fin août qu'il ne reviendra pas avant la saison suivante. En décembre 2014, il est annoncé que Scutaro a subi une opération au dos et sa période de convalescence prévue est de 4 à 6 mois.
Les Giants, n'ayant plus espoir que Scutaro recouvre la forme, libèrent le joueur de son contrat en janvier 2015.

## Statistiques
| Saison | Équipe  | G   | AB   | R   | H   | 2B  | 3B | HR | RBI | SB | BA   |
| ------ | ------- | --- | ---- | --- | --- | --- | -- | -- | --- | -- | ---- |
| 2002   | NY Mets | 27  | 36   | 2   | 8   | 0   | 1  | 1  | 6   | 0  | .222 |
| 2003   | NY Mets | 48  | 75   | 10  | 16  | 4   | 0  | 2  | 6   | 2  | .213 |
| 2004   | Oakland | 137 | 455  | 50  | 124 | 32  | 1  | 7  | 43  | 0  | .273 |
| 2005   | Oakland | 118 | 381  | 48  | 94  | 22  | 3  | 9  | 37  | 5  | .247 |
| 2006   | Oakland | 117 | 365  | 52  | 97  | 21  | 6  | 5  | 41  | 5  | .266 |
| 2007   | Oakland | 104 | 338  | 49  | 88  | 13  | 0  | 7  | 41  | 2  | .260 |
| 2008   | Toronto | 145 | 517  | 76  | 138 | 23  | 1  | 7  | 60  | 7  | .267 |
| 2009   | Toronto | 144 | 574  | 100 | 162 | 35  | 1  | 12 | 60  | 14 | .282 |
| 2010   | Boston  | 150 | 632  | 92  | 174 | 38  | 0  | 11 | 56  | 5  | .275 |
| Totaux | Totaux  | 990 | 3373 | 479 | 901 | 188 | 13 | 61 | 350 | 40 | .267 |

| Saison  | Équipe | G | AB | R | H | 2B | 3B | HR | RBI | SB   | BA   |
| ------- | ------ | - | -- | - | - | -- | -- | -- | --- | ---- | ---- |
| Oakland | 3      | 8 | 0  | 0 | 0 | 0  | 0  | 0  | 0   | .000 |      |
| Totaux  | Totaux | 7 | 27 | 1 | 5 | 4  | 0  | 0  | 6   | 0    | .185 |

Note : G = Matches joués ; AB = Passages au bâton; R = Points ; H = Coups sûrs ; 2B = Doubles ; 3B = Triples ; 
HR = Coup de circuit ; RBI = Points produits ; SB = Buts volés ; BA = Moyenne au bâton.